# Tổng công ty xuất nhập khẩu máy móc chính xác Trung Quốc
Tổng công ty xuất nhập khẩu máy móc chính xác Trung Quốc (CPMIEC) tiếng Trung Quốc 中国 精密 机械 进出口 总公司, là trong các công ty quốc phòng của Trung Quốc được cho phép hoạt động thương mại trong lĩnh vực quốc phòng. Công ty này đại diện cho ngành công nghiệp sản xuất quốc phòng và xuất khẩu vũ khí và công nghệ trong lĩnh vực tên lửa và các hệ thống phòng không.

## Hệ thống phòng không của Thổ Nhĩ Kỳ
Trong một thông báo đáng chú ý vào tháng 9 năm 2013, Thổ Nhĩ Kỳ, một nước thành viên của NATO, tuyên bố có ý định mua lại hệ thống phòng thủ tên lửa HQ-9 của CPMIEC, trong một thỏa thuận có giá trị 3,44 tỷ đô la Mỹ. CPMIEC đã được chọn trước 3 đối thủ khác. Tên lửa Aster 30 với bệ phóng SAMP/T từ Hiệp hộ Eurosam của Pháp và Ý về thứ 2 với giá 4,4 tỷ đô la Mỹ. Hệ thống tên lửa phòng thủ Patriot được cung cấp bởi Lockheed Martin và Raytheon về thứ 3 với chi phí 5 tỷ đô la Mỹ còn tổ hợp tên lửa S-300 từ công ty Rosoboronexport của Nga đứng thứ 4.
Sau áp lực mạnh mẽ từ các thành viên khác của NATO, Thổ Nhĩ Kỳ đã từ chối và từ bỏ thỏa thuận mua HQ-9 vào tháng 11 năm 2015. Trước đó vào ngày 20 tháng 02 năm 2015, Bộ trưởng quốc phòng Thổ Nhĩ Kỳ Ismet Yilmaz đã xác nhận việc mua hệ thống tên lửa này.

## Hệ thống ra đa của Venezuela
Trong lần bán vũ khí lớn đầu tiên của Trung Quốc tại Mỹ Latinh, Venezuala năm 2005 đã mua ra đa JYL-1 từ CPMIEC với một hợp đồng trị giá 150 triệu đô la Mỹ. Sau thỏa thuận thành công này, quân đội Venezuala đã mở rộng việc mua các ra đa khác từ CPMIEC và sẽ tiếp tục chi trả cho hợp đồng máy bay từ CATIC, một hãng quốc phòng khác của Trung Quốc.

## Sự phát triển tên lửa của Syria
Theo một báo cáo của phương tiện truyền thông mỹ dẫn nguồn CIA năm 1996, CPMIEC đã làm việc với Trung tâm nghiên cứu khoa học Syria và chuyển các phần của tên lửa đến viện nghiên cứu.